# Hirmoneura bradleyi
Hirmoneura bradleyi är en tvåvingeart som beskrevs av Joseph Charles Bequaert 1920. Hirmoneura bradleyi ingår i släktet Hirmoneura och familjen Nemestrinidae.
Artens utbredningsområde är Texas. Inga underarter finns listade i Catalogue of Life.